# Therioaphis kundurensis
Therioaphis kundurensis är en insektsart som beskrevs av Quednau 2003. Therioaphis kundurensis ingår i släktet Therioaphis och familjen långrörsbladlöss. Inga underarter finns listade i Catalogue of Life.